# Matt Madden
Matt Madden (Nueva York, 1968) es un historietista estadounidense, miembro del movimiento OuBaPo. Empezó su carrera en Míchigan editando sus propios mini-cómics. Publicó su primera novela gráfica, Black Candy, en el año 1998. Usando como referencia el libro Ejercicios de estilo, escrito por Raymond Queneau, publicó en el año 2005 99 ejercicios de estilo, donde la misma historieta de una página se repite de 99 formas distintas.
Desde el año 2006 es editor, junto con su esposa Jessica Abel, de The Best American Comics, una serie de libros de periodicidad anual que recogen lo mejor de la historieta estadounidense por año. Cada volumen cuenta con un editor invitado, normalmente un historietista relevante, como Neil Gaiman (2010) o Alison Bechdel (2011). Madden y Abel imparten clases en la Escuela de Artes Visuales.

## Obra
- Drawing Words & Writing Pictures, junto con Jessica Abel (2008)
- 99 Ways to Tell a Story (99 ejercicios de estilo, 2005)
- A Fine Mess (2002-2004)
- Odds off (2001)
- Black Candy (1998)